# Титаренко, Евдокия Ивановна
Евдокия Ивановна Титаренко (род. 17 ноября 1938, город Черкассы) — украинская советская деятельница, ткачиха Черкасского шелкового комбината. Депутат Верховного Совета УССР 10-11-го созывов.

## Биография
Образование среднее специальное.
В 1957—1958 годах — штукатур Херсонского строительного управления № 3.
В 1958—1968 годах — ткачиха Херсонского хлопчатобумажного комбината.
С 1968 года — ткачиха Черкасского шёлкового комбината имени 60-летия Великой Октябрьской социалистической революции Министерства лёгкой промышленности Украинской ССР.
Член КПСС с 1974 года.
Потом — на пенсии в городе Черкассах.

## Награды
- Герой Социалистического Труда (23.05.1986)
- орден Ленина
- орден Трудового Красного Знамени
- медали
- лауреат Государственной премии СССР